# Gare de Lyon-Part-Dieu
Gare de Lyon-Part-Dieu – główna stacja kolejowa w aglomeracji Lyonu. Jest stacją końcową linii wysokich prędkości LGV Sud-Est z Paryża.
Została wybudowana w 1978 roku jako część nowego planu urbanistycznego dla okolicy, w której powstała; miała stanowić drugie centrum miasta Lyon. Jest połączona z dużym centrum handlowym (jednym z największych we Francji), kompleksem biurowców administracji rządowej, a także najwyższym w regionie drapaczem chmur, zwanym le crayon (pl. ołówek).
Stacja ta posiada bezpośrednie połączenia z miastami całej Europy, takimi jak Paryż, Marsylia, Nicea, Lille, Bruksela, Genewa, Metz, Strasburg.
Liczba połączeń, jak i obsługiwanych pasażerów stale rośnie: w 1980 roku wynosiła 35 000 osób dziennie, w 2001 zaś 80 000 i 500 pociągów w ciągu doby. Ze względu na zwiększające się wykorzystanie dworca, ten przeszedł gruntowną rozbudowę w latach 1995 – 2001. W 2006 roku obsłużono około 14 700 000 pasażerów.
Z dworca istnieje bezpośrednie przejście do stacji metra, linii B - Gare Part-Dieu - Vivier Merle.